# Sekou Oliseh
Sekou Oliseh (ur. 5 czerwca 1990 w Monrovii) – liberyjski piłkarz występujący na pozycji pomocnika. Jego wujkiem jest Sunday Oliseh, piłkarz m.in. FC Köln, Ajaxu Amsterdam, czy Juventusu.

## Kariera
Sekou Oliseh jest wychowankiem nigeryjskiego klubu FC Ebedei. W 2006 roku wyjechał do Europy, do duńskiego klubu FC Midtjylland. Przez pierwsze dwa lata występował w drużynie juniorów. W barwach pierwszej drużyny zadebiutował w 2008 roku. W 2009 roku został wypożyczony do rosyjskiego CSKA Moskwa. W lidze zadebiutował 4 października 2009 roku w meczu z Kubaniem Krasnodar. Trzy miesiące później zespół z Moskwy wykupił go za 540 tysięcy euro.
Sekou Oliseh choć urodził się w Liberii, reprezentował barwy nigeryjskiej młodzieżówki. W 2010 roku postanowił jednak grać dla reprezentacji Liberii.